# Трговина људима у Либији
Либија је транзитна и одредишна земља за мушкарце и жене из подсахарске Африке и Азије којима се тргује у сврху присилног рада и комерцијалне сексуалне експлоатације. Док су већина странаца у Либији економски мигранти, у неким случајевима велики дугови за кријумчарење од 500 до 2.000 долара и илегални статус чине их подложним различитим облицима принуде, што резултира случајевима присилне проституције и присилног рада.
Од 2018. године више влада, као и Уједињене нације, почело је да признаје континуирано кршење људских права, као и хроничне пропусте либијских власти да се позабаве овим питањем.

## Докази
Од јуна 2008. године, као и претходних година, постојали су изоловани извештаји да су жене из подсахарске Африке кријумчарене у Либију у сврху комерцијалне сексуалне експлоатације. Иако прецизни подаци нису били доступни, страни посматрачи су 2008. године проценили да око један до два процента од 1,5 до 2 милиона странаца у Либији могу бити жртве трговине људима. Од јуна 2008. године, Влада Либије није у потпуности поштовала минималне стандарде за елиминацију трговине људима, али је улагала значајне напоре да то учини. Амерички Стејт департмент ставио је Либију на Листу за праћење нивоа 2 због неуспеха да пружи доказе о све већим напорима у решавању проблема трговине људима, посебно у области истраге и кривичног гоњења кривичних дела трговине људима. Током 2007. године, Либија је пружила помоћ у натури програмима обуке осмишљеним да едукују службе за спровођење закона и групе цивилног друштва о трговини људима. Влада је именовала националног координатора за борбу против трговине људима, одговорног за заштиту жртава трговине људима и кажњавање преступника трговине људима. Међутим, као и претходних година, Либија није јавно објавила податке о истрагама или кажњавању било каквих кривичних дела трговине људима.
Међутим, од 2009. године је у функцији тајни логор Бани Валид. Овде су „мигранти били складиштени као терет у комплексима, изгладњели, понекад мучени до смрти“.
Године 2011. мигранти који су покушавали да стигну у Европу променили су план са Синајског полуострва на Либију: египатске снаге безбедности потиснуле су трговце људима са Синајског полуострва, а након завршетка Првог либијског грађанског рата 2011. године, који је збацио Моамера Гадафија, Либија је постала њихова нова дестинација.
Године 2016. фоторепортер Нарцисо Контрерас је поново подсетио свет на фотографије миграната у притворским центрима у Либији. Исте године, новинари Мерон Естефанос и Мирјам Ван Реисен обавили су интервјуе са еритрејским избеглицама које су прокријумчарене у Либију преко Судана. Интервјуи су открили да су многи трговци људима отели и мучили неке избеглице. Штавише, открили су да су либијске ћелије ИСИС-а учествовале у кријумчарењу и отмици избеглица.
Године 2017, Фатоу Бенсоуда, главни тужилац Међународног кривичног суда, назвао је Либију „тржиштем“ за трговину људима, али је само размишљао о истраживању злочина у вези са мигрантима у Либији.
2022. године научници су показали да савремена трговина људима из подсахарске Африке у Либију може довести до различитих облика заточеништва, као што су дужничко ропство, затворски рад и узимање талаца ради откупнине. Иако такви облици експлоатације имају дугу историју у региону, блиско су повезани са репресивном политиком миграција, државним и недржавним системима политичке контроле.

## Кривично гоњење
Од јуна 2008. године, Влада Либије није пружила јавне информације о својим напорима за спровођење закона да казни трговину људима, пошто либијски закони не забрањују трговину људима у сврху комерцијалне сексуалне експлоатације или присилног рада. Влада није доставила податке о било каквим кривичним истрагама, кривичном гоњењу, осудама или казнама за кријумчарење људи ове године, иако су високи званичници током године приметили да је Либија гонила појединце због одузимања пасоша страних радника све док радници нису отплатили наводни и значајан дуг за кријумчарење. Широко распрострањена корупција у земљи може олакшати трговину људима, али влада није пријавила кривично гоњење или осуду било ког званичника због саучесништва. Поред тога, Либија је пружила помоћ у натури за обуку ИОМ-а за службенике за спровођење закона, укључујући граничну безбедност и царину, о трговини људима.

## Заштита
Од јуна 2008. године Либија је предузела минималне кораке да побољша заштиту жртава трговине људима. Влада није пружала услуге заштите као што је психолошка или правна помоћ жртвама трговине људима. Либија је пружила подршку у натури програму који је обучио преко 80 полицајаца и активиста цивилног друштва за медицинску помоћ жртвама трговине људима. Препознајући да многи владини званичници још увек не праве разлику између жртава трговине људима којима су потребне заштитне услуге и других миграната, влада је дозволила међународним организацијама приступ рањивим Еритрејцима, Етиопљанима, Сомалијцима, Суданцима и Ирачанима како би проверили да ли постоје докази о трговини људима. Иако су жртве трговине људима и даље биле подложне кажњавању за незаконите радње, као што су кршења имиграције и проституција, почињене као резултат трговине људима, током периода извештавања није било извештаја да су жртве трговине људима депортоване. Либијска влада не подстиче активно жртве да учествују у истрагама и кривичном гоњењу њихових трговаца.

## Превенција
Од јуна 2008. године Либија није предузела никакве приметне мере да спречи трговину људима. Влада није спровела никакве кампање подизања свести јавности да би истакла питање трговине људима. Либија такође није предузела никакве мере да смањи потражњу за комерцијалним сексуалним односима. Слично томе, Либија није предузела ниједну кампању подизања свести јавности усмерене на грађане који путују у познате дестинације дечијег сексуалног туризма у иностранству.